# Luna (Nuevo México)
Luna es un lugar designado por el censo ubicado en el condado de Catron en el estado estadounidense de Nuevo México. En el Censo de 2010 tenía una población de 158 habitantes y una densidad poblacional de 10,96 personas por km².

## Geografía
Luna se encuentra ubicado en las coordenadas 33°49′3″N 108°56′29″O / 33.81750, -108.94139. Según la Oficina del Censo de los Estados Unidos, Luna tiene una superficie total de 14.41 km², de la cual 14.39 km² corresponden a tierra firme y (0.14%) 0.02 km² es agua.

## Demografía
Según el censo de 2010, había 158 personas residiendo en Luna. La densidad de población era de 10,96 hab./km². De los 158 habitantes, Luna estaba compuesto por el 91.77% blancos, el 0% eran afroamericanos, el 0% eran amerindios, el 0% eran asiáticos, el 0% eran isleños del Pacífico, el 3.16% eran de otras razas y el 5.06% pertenecían a dos o más razas. Del total de la población el 14.56% eran hispanos o latinos de cualquier raza.